# Ulderico Sergo
Ulderico Sergo (n. 4 iulie 1913, Fiume, Austro-Ungaria – d. 20 februarie 1967, Cleveland, Ohio, SUA) a fost un boxer ce a reprezentat Italia, medaliat olimpic. A participat la o ediție a Jocurilor Olimpice (1936) în care a câștigat o medalie de aur.

## Participări
Lista de mai jos prezintă principalele competiții la care a participat Ulderico Sergo de-a lungul carierei.
- boxing at the 1936 Summer Olympics – bantamweight[*]